# John Kasich
John Richard Kasich (McKees Rocks (Pennsylvania), 13 mei 1952) is een Amerikaans politicus van de Republikeinse Partij. Tussen 2011 en 2019 was hij gouverneur van de Amerikaanse staat Ohio. Eerder was hij van 1983 tot 2001 lid van het Huis van Afgevaardigden voor het 12e Congresdistrict van Ohio. Kasich deed vergeefs een poging om president van de Verenigde Staten te worden bij de verkiezingen van 2016.

## Presidentsverkiezingen 2016
John Kasich stelde zich op 21 juli 2015 verkiesbaar voor de Amerikaanse presidentsverkiezingen van 2016. Hij focuste zich bij de verkiezingen voor de presidentskandidaat van de Republikeinse Partij direct op New Hampshire, aangezien dit een meer liberale staat is waar hij als gematigde kandidaat meer stemmen dacht te behalen en waar hij tot verrassing van velen tweede werd achter Donald Trump met bijna 16% van de stemmen. Hij kreeg op 30 januari 2016 de steun van de krant The New York Times, die hem als de beste gematigde kandidaat van de Republikeinen bestempelde. Op 4 mei 2016 trad hij terug. In totaal had hij slechts 153 gedelegeerden achter zich weten te krijgen en de enige staat die hij bij de voorverkiezingen gewonnen had, was die van Ohio, zijn thuisstaat.

## Politieke standpunten

### Abortus
Kasich is pro-life en heeft in zijn tijd als gouverneur geprobeerd de subsidie te reduceren voor de vrouwenorganisatie Planned Parenthood, die abortussen uitvoert.

### Klimaatverandering
In een speech in april 2012 heeft Kasich een verklaring afgelegd waarin hij zegt dat hij gelooft dat klimaatverandering reëel is en een serieus probleem. Hij is alleen niet van mening dat er banen verloren mogen gaan bij het oplossen van klimaatverandering.

### Justitie

#### Politie
Na twee dodelijke schietpartijen met ongewapende zwarte jongeren tegen een bewapende politie heeft John Kasich op januari 2015 een commissie ingesteld die hem moest adviseren over het hervormen van het politiesysteem. Op april 2015 kwam die met aanbevelingen voor drastische maatregelen. Op augustus 2015 heeft Kasich gezegd dat hij openstond voor het idee dat politieagenten bodycamera's gingen dragen.

#### Doodstraf
Het is onduidelijk of Kasich voor of tegen de doodstraf is. Hij heeft gedurende zijn tijd als gouverneur geen initiatieven genomen op dat vlak. In januari 2015 stelde hij 7 executies voor één jaar uit.

#### Justitie hervormingen
Kasich heeft aangegeven voor minder minimumstraffen te zijn. Ook tekende hij in 2015 een wet die ervoor zorgt dat gevangenen behandelingen krijgen tegen drugsverslaving.

#### Drugs
Kasich gaf aan tegen iedere versoepeling van het drugsbeleid te zijn.

### Economisch beleid
Kasich is een groot voorstander van een gebalanceerd staatsbudget. Zijn budgetten als gouverneur van Ohio waren allemaal gebalanceerd en tijdens zijn tijd als afgevaardigde in het Huis van Afgevaardigden streed hij voor een gebalanceerd budget.

### Onderwijs
Kasich is ook als een van de weinige Republikeinen voor Common Core wat ervoor zorgt dat er een bepaalde nationale standaard komt die scholieren op hun examen moeten halen. In het budget van 2015 heeft hij bezuinigingen van 84 miljoen dollar in publieke scholen tegengehouden.

### Defensie en buitenlands beleid
In 2002 gaf Kasich aan dat hij voor de inval in Irak was, maar in 2015 kwam hij erop terug zeggende dat als hij de feiten die nu bekend zijn toen ter beschikking had hij een andere beslissing had gemaakt. Hij was tegen het terugtrekken van alle grondtroepen uit Irak, omdat dit volgens hem nadelige gevolgen kon hebben, zoals het ontstaan van IS. Hij is voor het zenden van grondtroepen in Irak en Syrië om IS te bestrijden. Hij zei dat dit uiteindelijk nodig zal zijn, maar dit alleen wordt gedaan met een duidelijk plan en een internationale coalitie met Arabische partners. Kasich is tegen het nucleair verdrag met Iran dat Obama in 2015 met Iran sloot. Kasich is voor het meer uitgeven aan defensie mocht dat nodig zijn.

### Lgtb-rechten
Kasich was in zijn tijd als afgevaardigde tegen het homohuwelijk en steunde de defense of marriage act van president Clinton die toen het homohuwelijk verbood. In 2016 tijdens de presidentsverkiezingen sloeg hij een gematigdere toon aan waarin hij beweerde het homohuwelijk niet te steunen, maar er ook niets tegen te doen nu het hooggerechtshof had bepaald dat het homohuwelijk was toegestaan in alle 50 staten.

### Zorg
Als gouverneur steunde hij de uitbreiding van medicare, die gezondheidszorg betaalt voor de armeren, onder Obamacare, waarop hij veel kritiek kreeg van zijn mede-Republikeinen.

## Trump-kritiek
In februari 2017 ontmoette Kasich president Trump in het Witte Huis voor een gesprek dat volgde op een bittere vete. Kasich gaf aan dat hij Trump succes toe wenste, maar dat hij kritisch zou blijven wanneer dat zijns inziens nodig was.  
In dezelfde maand lanceerden Kasich's belangrijkste politieke adviseurs, de groepering Two Paths America, in één poging om Kasich's visie te promoten en een contrast met Trump aan te geven. In april 2017 bracht Kasich ook het boek, Two Paths: America Divided or United uit. Het formeren van de groep wekte speculaties dat hij zich mogelijk opnieuw kandidaat zou stellen voor de volgende presidentsverkiezing, maar Kasich ontkende dit.
Tijdens een CNN-hearing in april 2017 opperde Kasich niettemin de mogelijkheid dat hij zich toch kandidaat zou stellen, terwijl hij dat tegelijk "heel onwaarschijnlijk” noemde. Op 20 augustus echter herhaalde hij zijn eerdere verklaring dat hij geen plannen had zich te kandideren. Sterker nog, hij bekeek "hoe hij Trumps ideeën en de zijne bij elkaar kon krijgen".
In oktober 2017 zei hij in een interview met CNN's Jake Tapper dat hij het nog niet met de Republikeinse partij had gehad, maar hij voegde daaraan toe "als de partij niet kan worden hersteld, zal ik de partij niet kunnen steunen. Punt uit. Dan is het gebeurd!" 
In maart 2018 zei hij tegen The Weekly Standard, dat hij meer en meer overwoog zich kandidaat te stellen voor de presidentsverkiezing van 2020.
In oktober 2019 steunde Kasich het impeachment–proces tegen Trump. Hij zei dat het de "laatste druppel" voor hem was toen Trumps staf-chef Mick Mulvaney toegaf dat Trump militaire hulp aan Oekraïne had tegengehouden om dat land te dwingen mee te werken aan het beschadigen van zijn rivaal, presidentskandidaat Joe Biden.  
Kasich bevestigde op 10 augustus 2020 dat hij op de Democratische Conventie zijn steun zou uitspreken voor de vermoedelijke Democratische presidentskandidaat Joe Biden. Kasich verklaarde dat zijn geweten hem ertoe dwong om zich uit te spreken tegen Trump en voor Biden, zelfs als dit hemzelf een terugslag zou opleveren: "Ik ben mijn hele leven een hervormer geweest. Ik ben steeds een onafhankelijk iemand geweest. Ik ben een Republikein, de Republikeinse partij is altijd mijn voertuig geweest, maar niet mijn meester. Je moet vanuit je hart doen wat je denkt dat goed is. En daar voel ik me hier en nu goed bij.".
Kasich verscheen op 17 augustus 2020 op de 2020 Democratic National Convention om de boodschap en missie van Joe Biden te versterken. De speech die hij gaf was van tevoren opgenomen. Hij zei in de speech dat de Verenigde Staten aangekomen is op een kruispunt, en dat Biden de leider is om de juiste weg in te slaan. Kasich gebruikte eerder al deze frase in zijn mislukte kandidatuur voor het presidentschap in 2016. Het kruispunt waar hij de metafoor maakte is nabij zijn eigen huis.